# Porco-da-cornualha

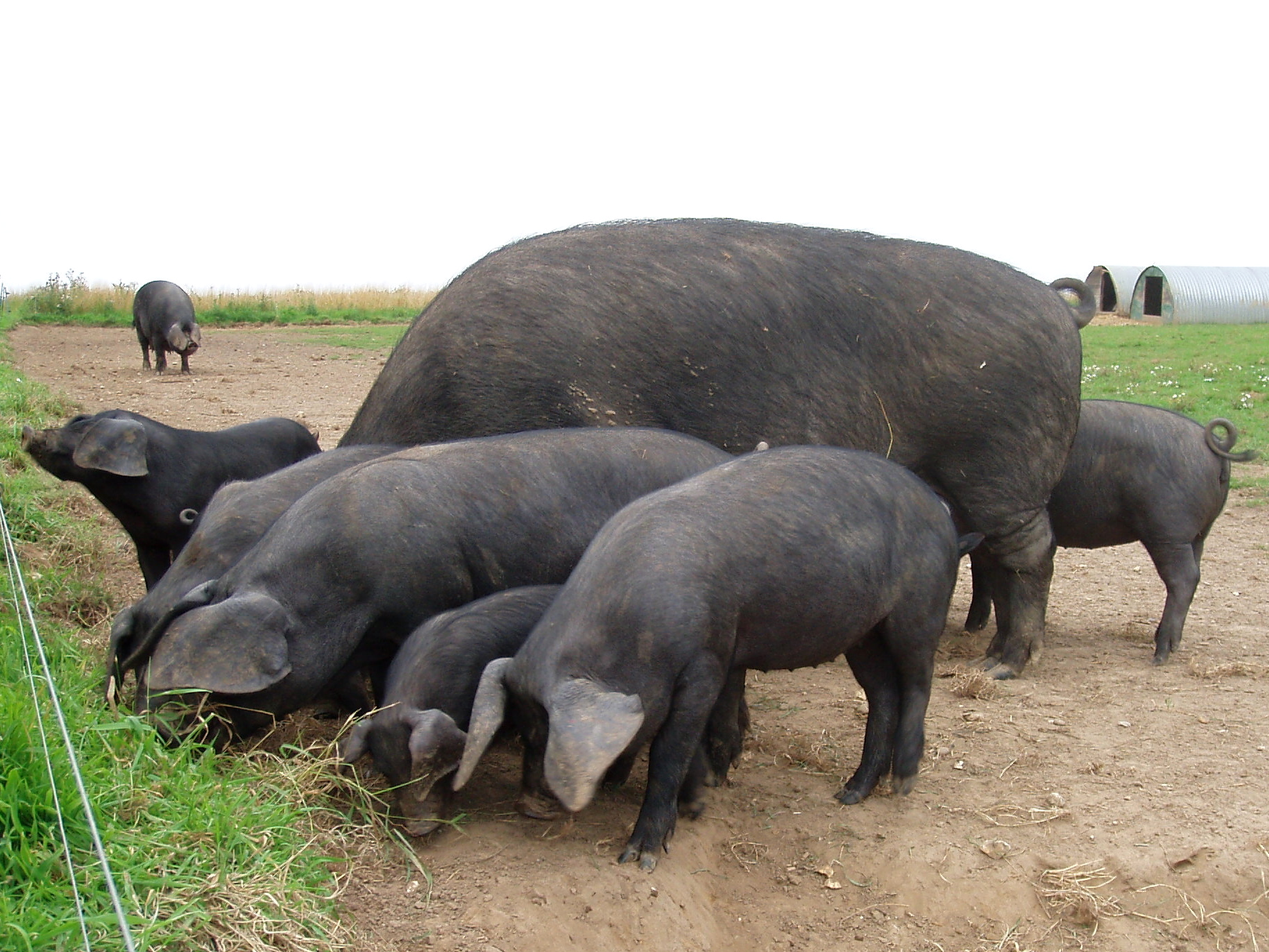

Porco-da-cornualha ou grande preto é uma raça de porcos negros, oriunda da Inglaterra, com orelhas semelhantes às da lebre também e conhecido por ser o único porco totalmente preto da Inglaterra e pela sua carne suculenta

## Historia
O porco da cornualha veio da fusão de porcos o seu nome vem da região da Cornualha
1. 1 2  «Large black». Rbst Rare Breeds Survival Trust. Consultado em 23 de Dezembro de 2024
2. ↑  Summer, Charles (1920). «Types and breeds of farm animals». Consultado em 23 de Dezembro de 2024